# Клиновый затвор

Принцип работы клинового затвора.

Клиновый затвор, также Клиновой затвор, Затвор клиновой, (нем. Keilverschluss) — механизм огнестрельного оружия, обеспечивающий открывание и закрывание канала ствола путём поступательного движения затвора перпендикулярно оси ствола (вертикально или горизонтально).
Затвор — часть огнестрельного оружия, заряжаемого с казны, служащая для закрывания канала с целью образования его дна. На начало XX столетия «Затвор» — механизм, служащий для закрывания канала заряжаемого с казны огнестрельного оружия и образования его дна. У артиллерийских орудий затворы клиновые и поршневые, у ружей — откидные, крановые и скользящие. Затворы — плоские клиновые, могут различаться по системе открывания.
Основное достоинство системы клиновые затворы — независимость размеров запирающего механизма и ствольной коробки от длины патрона, что позволяет сконструировать короткое оружие. Кроме того, клиновый затвор позволяет выполнить узел запирания исключительно прочным, выдерживающим отдачу очень мощных патронов. Применяется он в стрелковом оружии редко, но зато широко используется в артиллерии, примеры — автоматическая авиапушка АМ-23 и большое количество лёгких полевых орудий.

## В стрелковом оружии
Наиболее известный пример использования такого затвора в стрелковом вооружении — винтовка Шарпса времён Гражданской войны в США. В ней использовался затвор, скользящий вверх-вниз по направляющим внутри массивной ствольной коробки, движением которого управлял специальный рычаг, совмещённый со спусковой скобой. Винтовка Шарпса выпускается в наши дни в виде реплик для любителей стиля «Дикого Запада».
Близкий принцип работы запирающего механизма реализовывался в таких системах, как греческая винтовка Милонаса, винтовка Стивенса, Шарпс-Борхардт, Winchester Model 1885, Browning M78 и Ruger No. 1. Среди современного оружия такой затвор имеют обычно американские однозарядные винтовки, выполненные под мощные патроны, часто — нестандартные (так называемые wildcats).
Из автоматического оружия клиновый затвор использовался, например, в крупнокалиберном пулемёте НСВ, американском танковом пулемёте M73 и опытном советском автомате Коробова ТКБ-022.
Также клиновый затвор благодаря своей простоте и компактности часто используется в строительно-монтажных пистолетах, таких, как ПЦ-84.

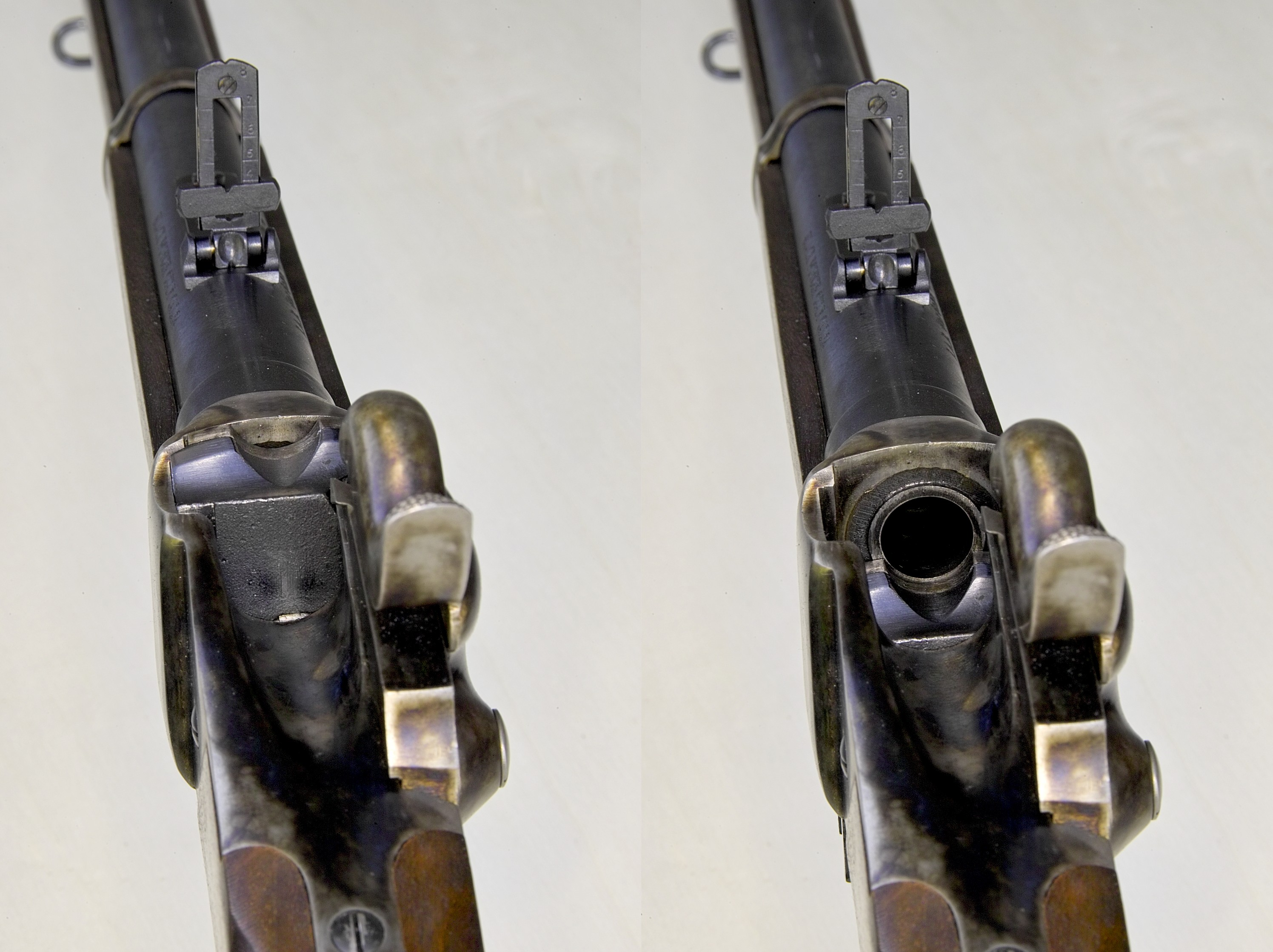
Затвор винтовки Шарпса. Слева — затвор закрыт, справа — открыт. Досылание патрона и извлечение стреляной гильзы (в позднем варианте под патрон с металлической гильзой) осуществлялось стрелком вручную. Прорыв пороховых газов исключался за счёт пружинной пластинки с коническим отверстием (просматривается на левой фотографии).
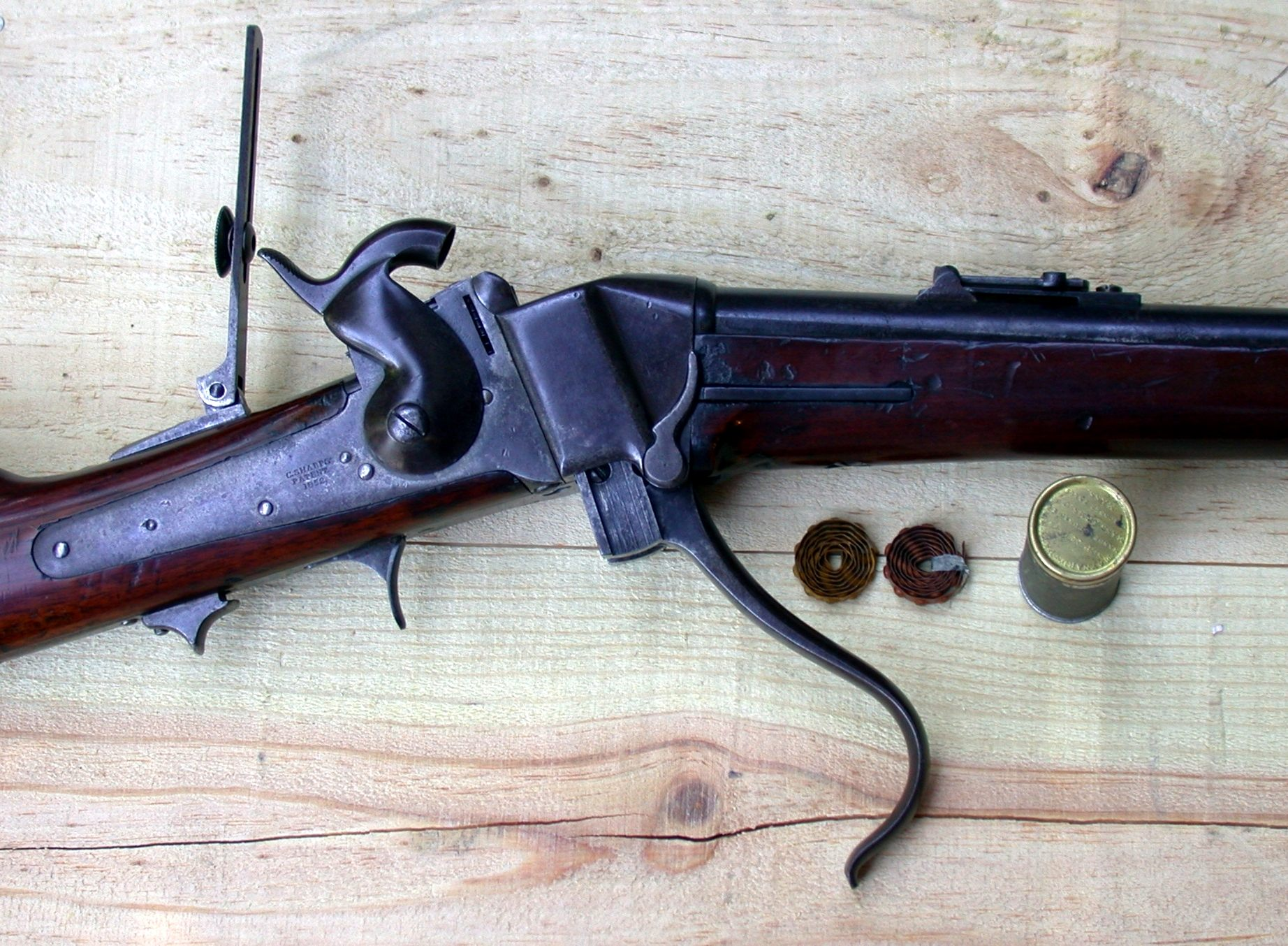
Винтовка Шарпса, клиновый затвор открыт, виден рычаг, управляющий его движением. Справа-снизу — капсюльная лента для приспособления Майнарда, автоматически подающего «лепёшки» ударно-воспламеняющего состава к запальной трубке.

## В артиллерии
Клиновые затворы появились первыми. Уже у первых образцов гладкостенных малокалиберных орудий применялась идея заряжания с казны, что вызывалось, главным образом, неудобством заряжания таких орудий с дула порохом того времени, в виде мякоти, так как порох прилипал к стенкам канала и смешивался с пороховым нагаром.
В начале XVII века русские мастера создали орудия с затворами: пищаль (пушку) с выдвижным затвором в виде клина и другую пищаль с ввинчивающимся затвором — прообразом современного поршневого затвора. Орудия с затворами можно было заряжать и пробанивать, не становясь перед орудием спиной к неприятелю.
Пищаль с клиновым затвором замечательна и в другом отношении: она является первым в мире нарезным орудием, рассчитанным на стрельбу продолговатыми снарядами.
При слабой технике того времени нельзя было освоить этих замечательных изобретений и наладить массовое изготовление нарезных орудий с затворами. Смелые идеи русских мастеров нашли массовое практическое применение только два с половиной столетия спустя — производство стальных орудий А. Крупп начал в 1850 году, а с 1864 он перешёл к изготовлению стальных казнозарядных орудий: 4-фунтовые пушки снабжались клиновым затвором (затвор назывался затвором Круппа"), а 6-фунтовые — затвором системы Варендорфа. После войны 1866 года от него отказались в пользу затвора Круппа.
У арторудий с клиновыми затворами казённая часть утолщена и состоит из:
- передней скреплённой каморной части;
- клиновой или затворной части с клиновым поперечным отверстием;
- заклиновой части, снабжённой у скорострельных орудий иногда боковым вырезом для устранения защемления затвором руки №, вкладывающего патрон[8].

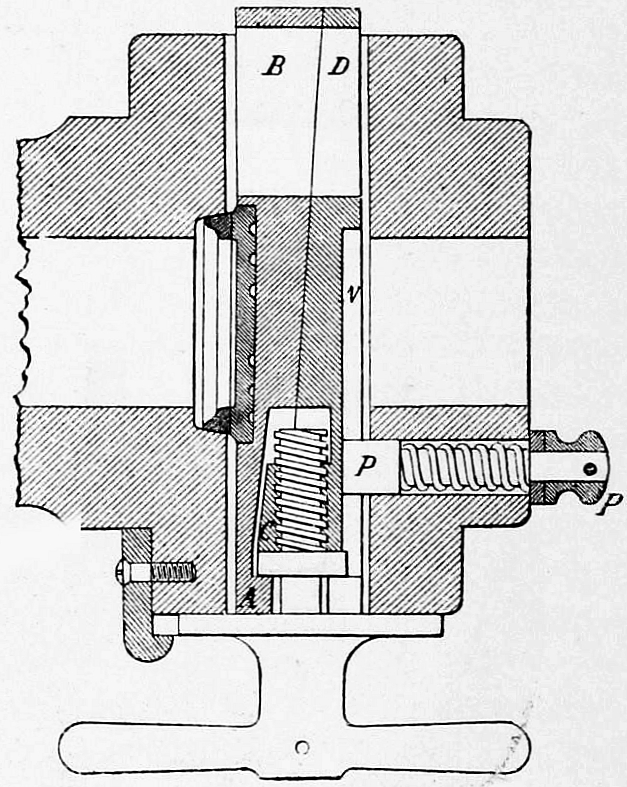
Сдвижной клиновой затвор системы Крейнера,«Затвор состоит из двух клиньев AB и CD, составляющих вместе параллелепипед, свободно входящий в клиновое отверстие. Вращая зажимной винт за рукоятку, заставляют грани клина скользит одна по другой, отчего затвор плотно прижимается задней гранью к задней стенке гнезда, а плиткой к каморному кольцу. Задержка P и паз N удерживают затвор от выпадения при открывании».
Прусский клиновой затвор С/67 (разрез).
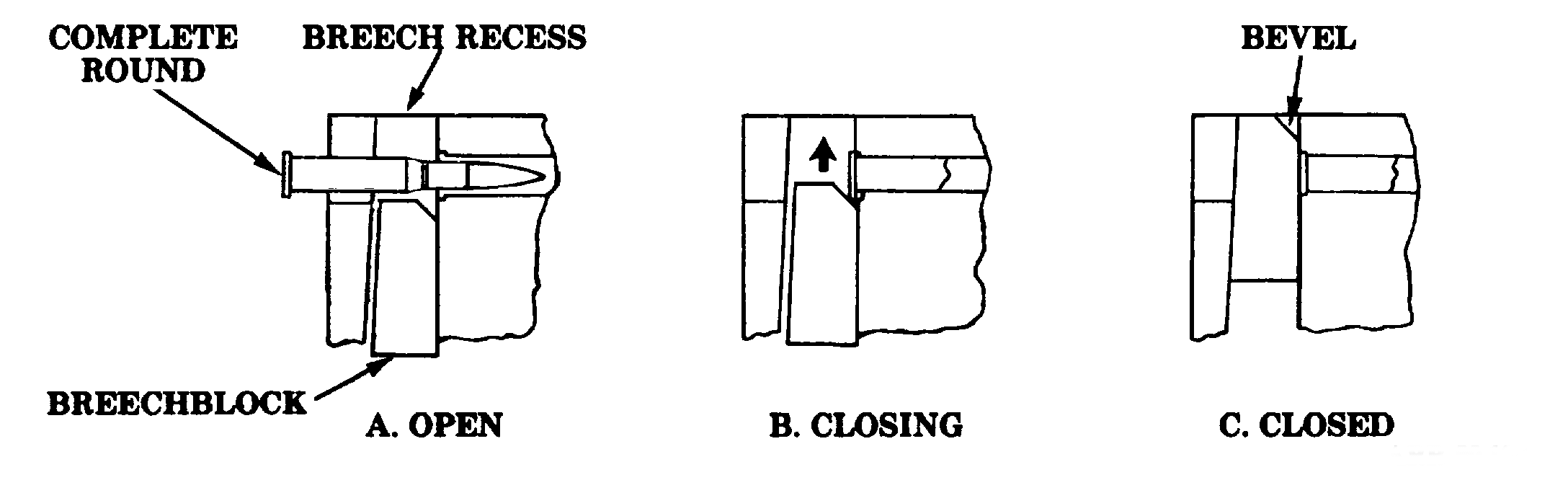
Принцип работы клинового затвора
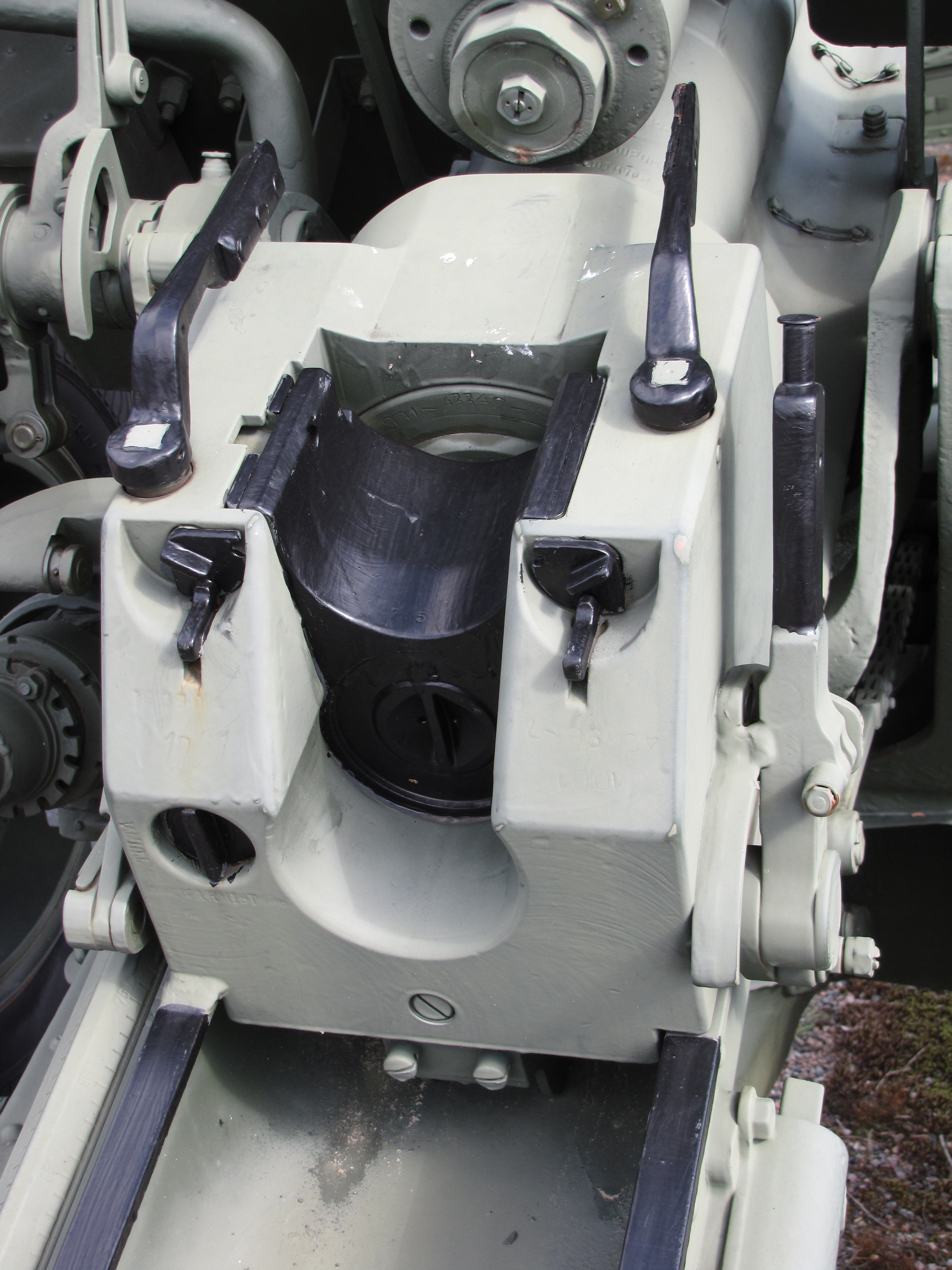
Вертикальный клиновой затвор пушки УСВ в музее в Хямеэнлинна, крупный план
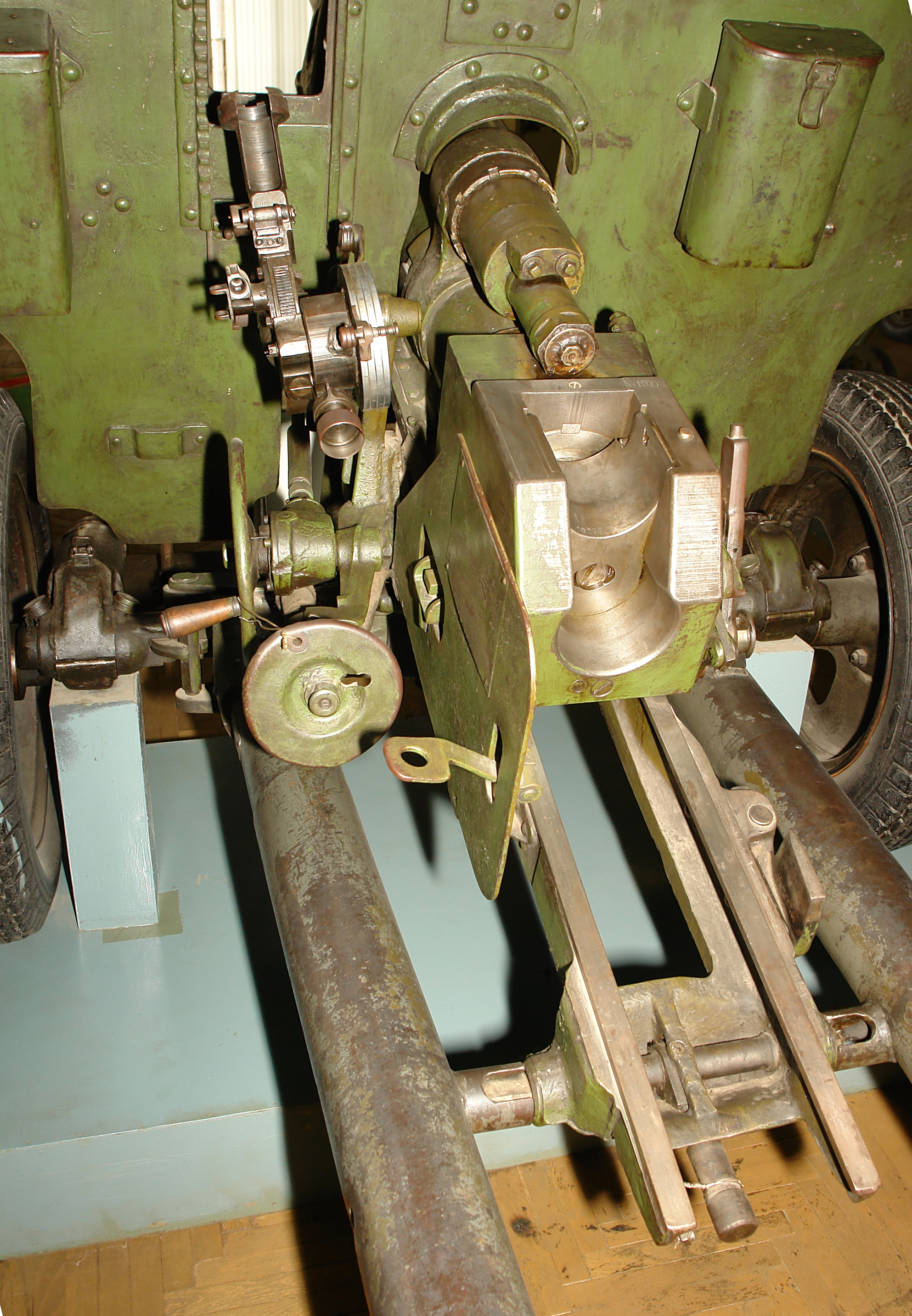
Клиновой затвор практически той же конструкции дивизионной пушки ЗИС-3.
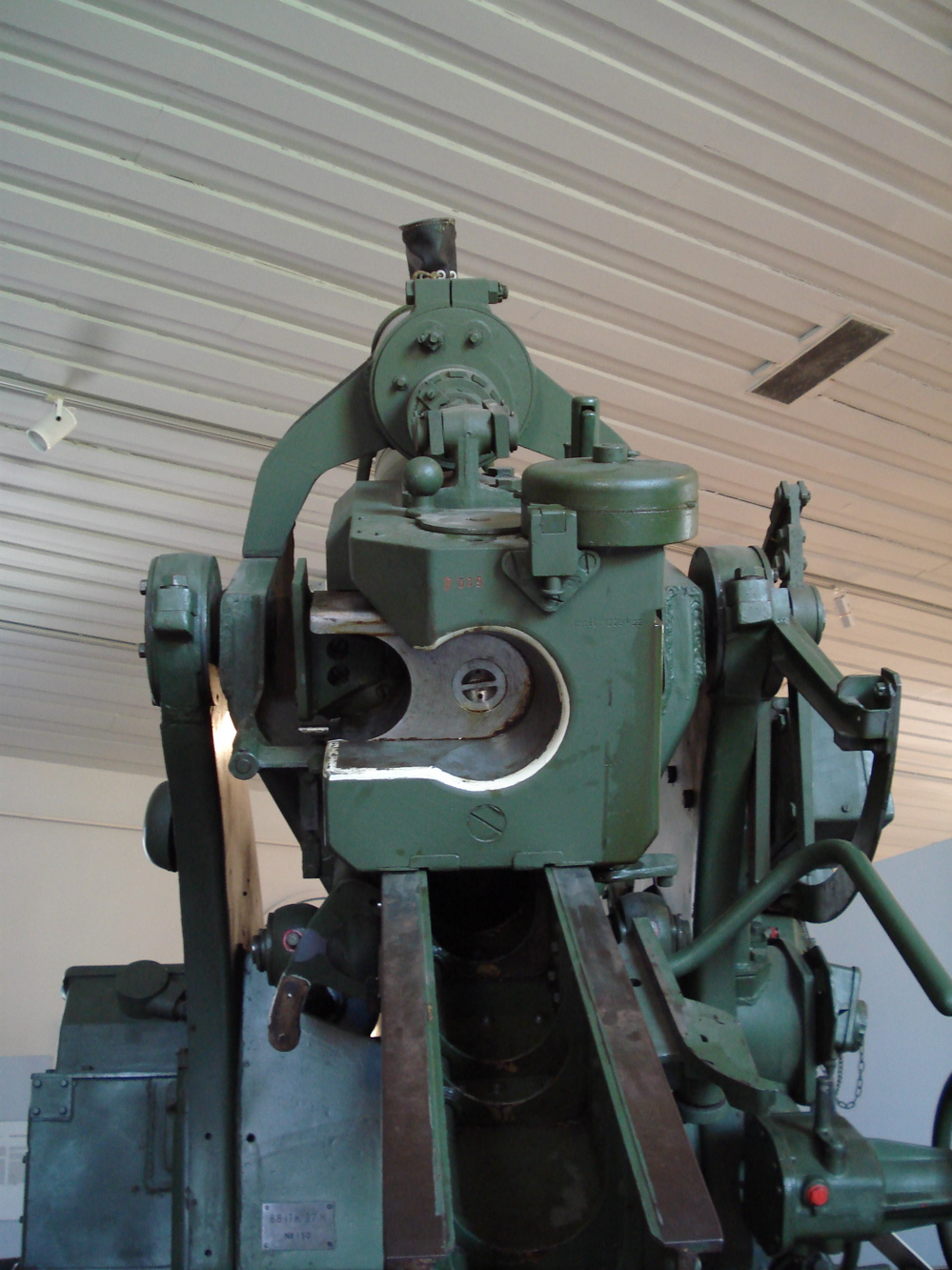
Горизонтальный клиновой затвор зенитной пушки FlaK 37
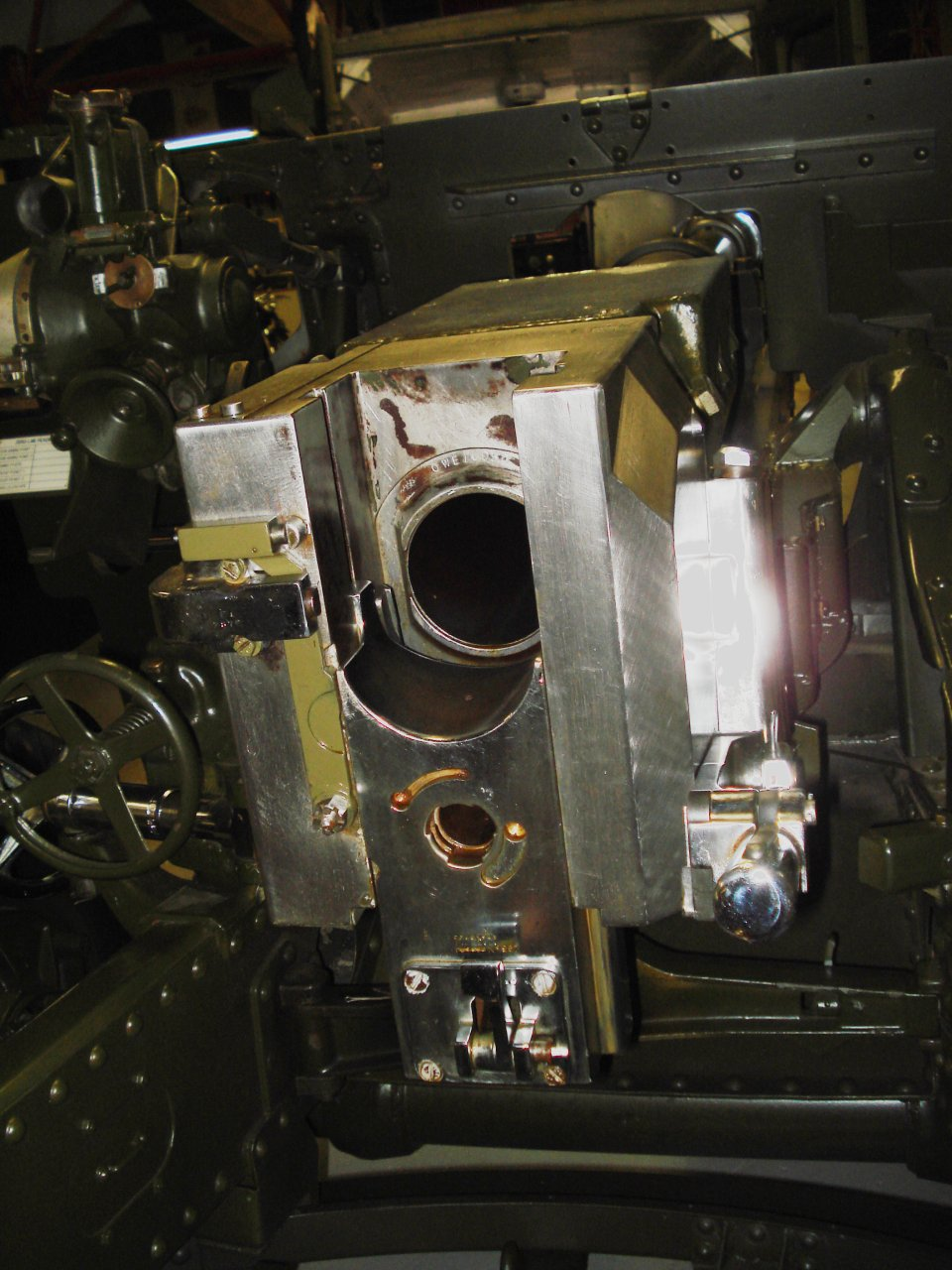
Затвор английской 25-фунтовки

## Примеры
Современные 152/155-мм гаубицы с клиновым затвором:
- AS-90 (Krab)
- PzH 2000, DONAR
- ATMOS 2000/ATHOS
- K9 Thunder (T-155)
- 2С19; 2А36 «Гиацинт-Б»; 2С5 «Гиацинт-С»
- Nora B-52